# فيخل
فيخل Veghel  بلدية وبلدة بمقاطعة شمال برابنت، جنوبي هولندا.

## طوبوغرافيا
خريطة طوبوغرافية هولندية لبلدية فيخل، يونيو 2015، (تقرأ بعد ثلاث نقرات على الخريطة).

## أعلام
- ثيو لوسيوس
- إريني ستيورات
- باول يانس